# Алипий (Воронов)
Архимандри́т Али́пий (в миру Ива́н Миха́йлович Во́ронов; 28 июля 1914, деревня Торчиха, Московская губерния — 12 марта 1975, Псково-Печерский монастырь) — священнослужитель Русской православной церкви, иконописец, художник, ветеран Великой Отечественной войны С 28 июля 1959 года наместник Псково-Печерского монастыря.

## Биография

### Образование и работа до Великой Отечественной войны
В 1926 году окончил сельскую школу, в 1930-м — среднюю школу в Москве. В 1932—1936 годах учился в вечерней студии при Московском Союзе советских художников в бывшей мастерской Василия Сурикова. С 10 июля 1935 года — член сектора изо-самодеятельного искусства при Московском Союзе советских художников. С 15 февраля 1936 года по 15 мая 1941 года учился на отделении живописи и рисунка изостудии ВЦСПС.
В 1930—1932 годах жил в Торчихе, работал в колхозе.
В 1932—1935 годах работал проходчиком на строительстве первой очереди Московского метрополитена. В 1935—1936-м — кассир, контролёр, помощник дежурного по станции Московского метрополитена.
С 15 октября 1936 года по 13 ноября 1938 года проходил срочную службу в рядах РККА. C 13 ноября 1938 года по 21 февраля 1942 года — диспетчер транспортного цеха военного завода № 58.

### Участие в Великой Отечественной войне
С 21 февраля 1942 года по 25 сентября 1945 года был на фронтах Великой Отечественной войны. Призван Ростокинским районным военным комиссариатом Москвы.
Прошёл боевой путь от Москвы до Берлина в составе 4-й гвардейской танковой армии. Участвовал во многих операциях на Центральном, Западном, Брянском, 1-м Украинском фронтах.
В звании рядового, в должности стрелка (автоматчика) стрелковой роты 16-й гвардейской механизированной бригады награждён медалью «За боевые заслуги» за художественное оформление альбома по истории 4-й танковой армии (приказ № 279/н от 15.10.1944 г.)
С августа 1944 года гвардии рядовой Иван Воронов — в политическом отделе 4-й гвардейской танковой армии в должности художника. За отличную работу и личное мужество, дисциплинированность и новизну творчества, трудолюбивость и добросовестность в сложной боевой обстановке и быстрых танковых маршах награждён орденом Красной звезды (приказ № 277 от 07.07.1945 г.) В наградном листе на орден в графе «Краткое, конкретное изложение личного боевого подвига или заслуг» имеется в том числе такая характеристика: «Все исполнявшиеся работы товарищем Вороновым И. М. носят характер творчества и новизны».
В 1943 году работы Воронова экспонировались в Можайском краеведческом музее: картины «Передача Можайского знамени подшефной части», «Шаликово после оккупантов», фото-художественный альбом «Подарок шефам». Композиция «Вручение Гвардейского знамени» хранилась в клубе НКВД в Москве.
Известен случай спасения Иваном Вороновым во время войны культурных ценностей Франции.

### Работа после войны
1946—1950 годы — художник, работающий по разовым трудовым договорам с государственными учреждениями г. Москвы в Выставочном фонде СССР.
С 5 июня 1947 года — член Московского товарищества художников.

### Монашество
С 12 марта 1950 года — послушник Троице-Сергиевой лавры (Загорск).
1950—1959 годы — нёс послушания по реставрации живописи Троицкого, Успенского соборов, Трапезной и Академической церкви, руководил работой иконописцев, принимал участие в реставрации храмов Москвы и Подмосковья.
С марта 1950 года по октябрь 1951 года нёс послушания маляра и свечника.
28 августа 1950 года — пострижен в монашество с именем Алипий.
25 сентября 1950 года патриархом Алексием I рукоположён во иеродиакона; 14 октября того же года — во иеромонаха и назначен ризничим Троице-Сергиевой лавры.
С октябрь 1951 года по октябрь 1953 года нёс послушание художника-реставратора.
С апреля 1953 года — игумен.
С 28 октября 1953 года по 1 декабря 1953 года — нёс послушание художника по реставрации Патриаршего подворья в Лукине, восстанавливал теремок святого Филиппа.
С 15 января 1955 года — член художественной комиссии по восстановлению храма Московской духовной академии, работал художником.
С марта 1955 года по январь 1956 года — художник по восстановлению церкви Всех Святых в лавре.
В апреле 1957 года возглавлял группу по перенесению мощей митрополита Московского Макария (Невского) с Котельнического кладбища в лавру.

### Наместник Псково-Печерского монастыря
С 28 июля 1959 года наместник Псково-Печерского монастыря.
3 сентября 1959 года распоряжением патриарха Алексия освобождён от должности наместника Псково-Печерского монастыря с возвращением в братство Троице-Сергиевой лавры.
22 сентября 1959 года зарегистрирован уполномоченным Совета по делам Русской православной церкви по Псковской области в качестве наместника Псково-Печерского монастыря с правом совершения служб в указанном монастыре.
6 октября 1959 года распоряжением патриарха Алексия утверждён наместником Псково-Печерского монастыря.
С 11 февраля 1960 года — архимандрит.

### Смерть и похороны
12 марта 1975 года умер после третьего инфаркта. Тело почившего архимандрита было поставлено в Сретенском храме.
15 марта 1975 года погребён в монастырском пещерном некрополе, за престолом пещерного храма Воскресения Христова.

## Деятельность на посту наместника Псково-Печерского монастыря

### Устроение старчества в Псково-Печерском монастыре
Митрополит Тихон (Шевкунов) писал в своей книге «Несвятые святые»:
…главным подвигом отца Алипия было устроение старчества в Псково-Печерском монастыре.
Старчество — удивительное явление еще и потому, что не пребывает на одном месте, скажем, в каком-то конкретном монастыре. Оно странствует по земле, неожиданно расцветая то в заволжских скитах Северной Фиваиды, то в Белобережской пустыни в брянских лесах, то в Сарове, то в Оптиной. А в середине XX века оно нашло для себя приют в Псково-Печерской обители. И отец Алипий чутко уловил этот загадочный путь. Как самое драгоценное сокровище он берег и умножал старчество в своем монастыре. Наместник сумел добиться разрешения на переезд в Печоры из Финляндии великих валаамских старцев. Принял после тюрем и ссылок опального иеромонаха Иоанна (Крестьянкина) — его тогда тайно привез в монастырь епископ Питирим (Нечаев). Приютил отца Адриана, вынужденного покинуть Троице-Сергиеву лавру. При отце Алипии возросло целое поколение старцев-духовников, про некоторых рассказывается в этой книге. В то время создать и сохранить такое было настоящим подвигом.

### Возвращение монастырских ценностей из Германии
В марте 1944 года сокровища монастырской ризницы были вывезены из монастыря нацистами. По спискам от 18 марта 1944 года вывезенных вещей числилось четыре ящика, в которых было 566 предметов.
Многие годы архимандрит собирал информацию о пропавших сокровищах, длительное время пытался обратиться к общественности по поводу пропавших ценностей.
5 октября 1968 года в газете «Советская Россия» была опубликована статья «Где сокровища Печорского монастыря?» архимандрита Алипия, в которой он заявил:

Русские цари (и не только цари) одаривали «пребогато» монастырь. В ризнице хранились некоторые вещи, принадлежавшие Ивану Грозному, Борису Годунову, Петру Первому — массивная золотая цепь, большой золотой крест, несколько золотых кубков, искусно шитая золотая плащаница ручной работы царицы Анастасии Романовны, её же золотой перстень с камнями и серьги из яхонтов, произведения из золота и серебра многих безвестных русских умельцев. В их числе золотой крест, украшенный драгоценными камнями и жемчугом (1590 год), «Евангелие» (1644 год), доски которого с обеих сторон и корень были обложены массивным позолоченным серебром чеканной работы. Ещё одно «Евангелие» московской печати, изданное в 1667 году, так же с золотом и яхонтами, риза из красного штофа, также хранившаяся в ризнице, украшенная жемчугом и другими драгоценными камнями значительной величины. И много других уникальнейших и драгоценнейших работ…
Поиск сокровищ монастыря принёс плоды в ФРГ. Фермер, а по совместительству детектив-любитель Георг Штайн выяснил, что в 1945 году сокровища монастыря вместе с другими ценностями попали к американцам, а затем оказались в запасниках музея икон города Рекклингхаузена и никогда не выставлялись для всеобщего обозрения.
В мае 1973 года ценности были возвращены в Псково-Печерский монастырь. По спискам от 25 мая 1973 года было принято 12 ящиков и 504 предмета. Шестидесяти двух предметов, вывезенных нацистами, не оказалось.
Среди возвращённых ценностей были:
- золотой потир филигранной работы 1681 года,
- потир, изготовленный в 1603 году.
- золотой крест, изготовленный в 1590 году и украшенный драгоценными камнями и жемчугом, весом более фунта.

Корме этого, в составе сокровищ золотая и серебряная посуда, украшенные драгоценными камнями и жемчугом епископские одеяния, старинные иконы и картины — всего 620 произведений искусства, относящихся к середине XVI — началу XX столетия.

### Борьба с закрытием Псково-Печерского монастыря
Во время хрущёвских антирелигиозных гонений руководство СССР приняло решение закрыть Псково-Печерский монастырь. Митрополит Тихон (Шевкунов) со слов архимандрита Нафанаила, бывшего свидетелем событий, утверждает, что архимандрит Алипий не позволил выполнить принятое решение и даже открыто сжёг постановление Правительства СССР о закрытии монастыря с подписью Никиты Хрущёва.

### Проповедь православия
Почти во всех воспоминаниях об архимандрите (например см.) отмечается, что архимандрит Алипий обладал даром убеждать в своей точке зрения как словами, так и действиями. Он неустанно использовал свой дар убеждения для проповеди православия. При этом Архимандриту было свойственно занимать наступательную позицию (принципами архимандрита были «Побеждает тот, кто переходит в наступление» и «Господь не любит боязливых»)

### Реставрационные работы в монастыре
В 1959 году началась подготовка реставрации стен Псково-Печерской обители.
В 1960 году восстановлены Тюремная башня и стены от Тюремной башни до Михайловского собора.
В 1961 году — восстановлены крепостная стена от Михайловского собора до Тайловской башни и Тайловская башня.
В 1962 году — восстановлены стена от Тайловской башни до башни Верхних решёток и башня Верхних решёток.
Вместе с реставрацией крепостных стен и башен в 1960—1962 годах был произведён ремонт Успенского, Сретенского, Покровского храмов, Настоятельского дома, Братского корпуса, отреставрирована внешняя живопись Успенского собора.
В 1963—1965 годах были отреставрированы Тарарыгина, Изборская, Благовещенская, Петровская башни.
В 1966 году были перестланы каменные мостовые в монастыре, переконструирован мостик через ручей от Настоятельского дома на Успенскую площадку.
В 1967 году отреставрированы Никольская башня, закончена реставрация башни Нижних решёток, в башне над Святыми воротами в верхнем этаже была восстановлена комната, в которой был устроен иконописный класс; произведены ремонт и покраска Настоятельского дома, переложена печь. Произведён внутренний ремонт и покраска Лазаревского храма, отреставрирована ограда. Отремонтированы русла и тоннель ручья Каменец.
Реставрационные работы на крепостных стенах монастыря были завершены к 1968 году.
Под руководством архимандрита Алипия в монастыре был отреставрирован:
- тёмный иконостас Успенского храма,
- внутренняя роспись Михайловского собора,
- Никольский храм.

В 1968—1969 годах в монастыре было отремонтировано гульбище перед Петровской башней, очищен и отремонтирован внутри Корнилиевский колодец, переложены печи и перестлан пол в Трапезной, отделаны известью внутри и снаружи Никольский храм и Никольская башня, перекрыта оцинкованным железом часть крыши Успенского собора, перекрашен фасад Успенского собора, Покровской церкви и Богом данных пещер, изготовлен дюралюминиевый футляр для гроба святого преподобномученика Корнилия.
В 1974 году произведён капитальный ремонт и позолочен купол Михайловского собора, капитальный ремонт Никольской церкви, утеплён коридор братского корпуса, была срублена часовенка на Святой горе во имя преподобных Антония и Феодосия Киево-Печерских и самим архимандритом произведена роспись внутри часовни. После реставрационных работ был освящён собор Михаила Архангела.

## Коллекционер имеценат
Архимандрит Алипий всю свою жизнь был собирателем живописи, произведений искусства .
В его коллекции были картины Ивана Шишкина, А. Дубовского[уточнить], Ивана Крамского, Виктора Васнецова, Михаила Нестерова, Мстислава Добужинского, Ивана Горюшкина-Сорокопудова, Петра Петровичева. Среди западноевропейских произведений — картины фламандцев Теодора Буйерманса и Теодора Ромбоутса, француза Альфреда Гийона[уточнить], итальянца Андреа дель Сарто.
14 марта 1973 года архимандрит Алипий передал в дар Печорскому краеведческому музею две работы Николая Рериха из своего собрания — «Композиция к декорации» (акварель) и «Изборск, Городище» (эскиз декорации к опере «Князь Игорь», гуашь).
В 1974 году передал основную часть своей коллекции русской живописи в Русский музей Ленинграда.
Переданы 45 произведений, среди которых картины Иоганна Лампи, Ивана Локтева, Николая Клодта, Ивана Крамского, Ивана Айвазовского (четыре картины), Ивана Шишкина, Василия Поленова (шесть картин), Виктора Васнецова, Бориса Кустодиева, Витольда Бялыницкого-Бирули, Ивана Горюшкина-Скоропудова, Леона Бакста, Владимира Маковского.
В мае 1975 года в залах Русского музея открылась выставка «Русская живопись и графика XVIII—XX веков из собрания И. М. Воронова».
В 1975 и 1978 годах, уже после смерти архимандрита, основная часть его европейского собрания не без трудностей была передана в Псковский музей-заповедник. В 1975 году передано 118 произведений, а в 1978 году — ещё 27.
В 1960—1970-е годы к отцу Алипию за духовной поддержкой приезжали и получали её многие представители ленинградской интеллигенции, особенно художники, обращавшиеся к христианским темам, возрождавшие традиции иконописи (Михаил Шемякин, Юрий Люкшин, Владимир Овчинников, Валентин Афанасьев, Анатолий Васильев, Вик (Забелин), Александр Исачёв, Евгений Орлов и др.), а также искусствоведы (Савелий Ямщиков и др.). В 1974 году была создано арт-объединение ленинградских художников-нонкорформистов «Алипий», в состав которой входили Вик, Сергей Сергеев, Виктор Трофимов, Алёна, Владимир Скроденис и Александр Александров.

## Награды

### Государственные награды
- Орден Красной Звезды (8 июля 1945 года)
- Медаль «За боевые заслуги» (15 октября 1944 года)
- Медаль «За победу над Германией в Великой Отечественной войне 1941—1945 гг.» (10 июля 1946 года)
- Медаль «За взятие Берлина» (8 января 1947 года)
- Медаль «За освобождение Праги» (10 февраля 1947 года)
- Медаль «В память 800-летия Москвы» (17 сентября 1948 года)
- Юбилейная медаль «Двадцать лет Победы в Великой Отечественной войне 1941—1945 гг.» (1 декабря 1966 года)
- Юбилейная медаль «50 лет Вооружённых Сил СССР» (28 ноября 1969 года)

### Церковные награды
- Орден святого равноапостольного великого князя Владимира II степени (27 августа 1973 года)
- Орден святого равноапостольного великого князя Владимира III степени (26 ноября 1963 года)
- Орден Христа Спасителя II степени (11 июля 1963 года, Антиохийская православная церковь)
- Предоставлено правом служить Литургию с отверстыми Царскими вратами до запричастного стиха (1966 год)
- Наперсный крест (25 октября 1951 года)
- Наперсный крест с украшениями (8 октября 1953 года)
- Наперсный крест с украшениями (9 сентября 1973 года)
- Патриаршая грамота (21 февраля 1954 года)
- Патриаршая грамота (23 марта 1963 года)

### Иные награды
- Знак «Гвардия» (15 апреля 1945 года)
- Знак Министерства обороны «25 лет победы в Великой Отечественной войне» (1970 год)
- Памятный знак «Народное ополчение Ленинграда» (30 ноября 1971 года)
- Знак «Ветеран 4-й Гвардейской танковой армии» (1972 год)

## Публикации
- Иеросхимонах Михаил (некролог) [Михаил (Питкевич), б. инок Валаамского монастыря] // Журнал Московской Патриархии. 1962. — № 6. — С. 20-21.
- Епископ Иоанникий [(Сперанский)] (некролог) // Журнал Московской Патриархии. 1970. — № 1. — С. 15-16.
- Из жизни епархий: Псковская епархия (древние фрески Псково-Печерского монастыря) // Журнал Московской Патриархии. 1970. — № 11. — С. 17-19.
- Преподобномученик Корнилий, игумен Печерский (к 400-летию кончины) // Журнал Московской Патриархии. 1970. — № 2. — С. 69-79; № 3. — С. 58-74.
- Автобиография // Слово. 1992. — № 1-6;
  - Автобиография // Псково-Печорский монастырь / Сост. С. Ямщиков. — Париж, 1995
- Проповеди. — М.: Сретенский монастырь, 1999. — 159 с.